# Толмин
Толмін  (словен. Tolminⓘ) — місто й адміністративний центр общини Толмин, Регіон Горишка, Словенія.

## Географія

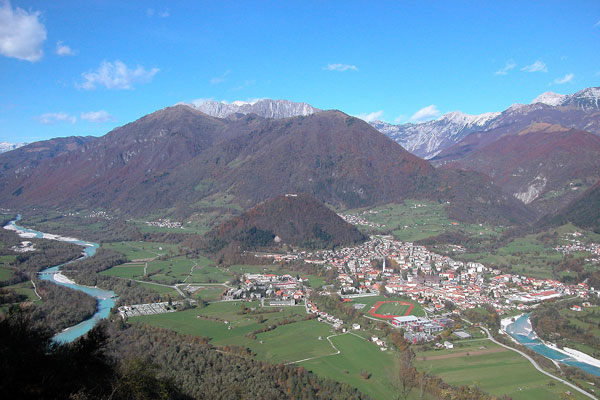

Місто розташований на березі річки Соча, неподалік від кордону з Італією, на висоті 201,3 м над рівнем моря.

## Світлини

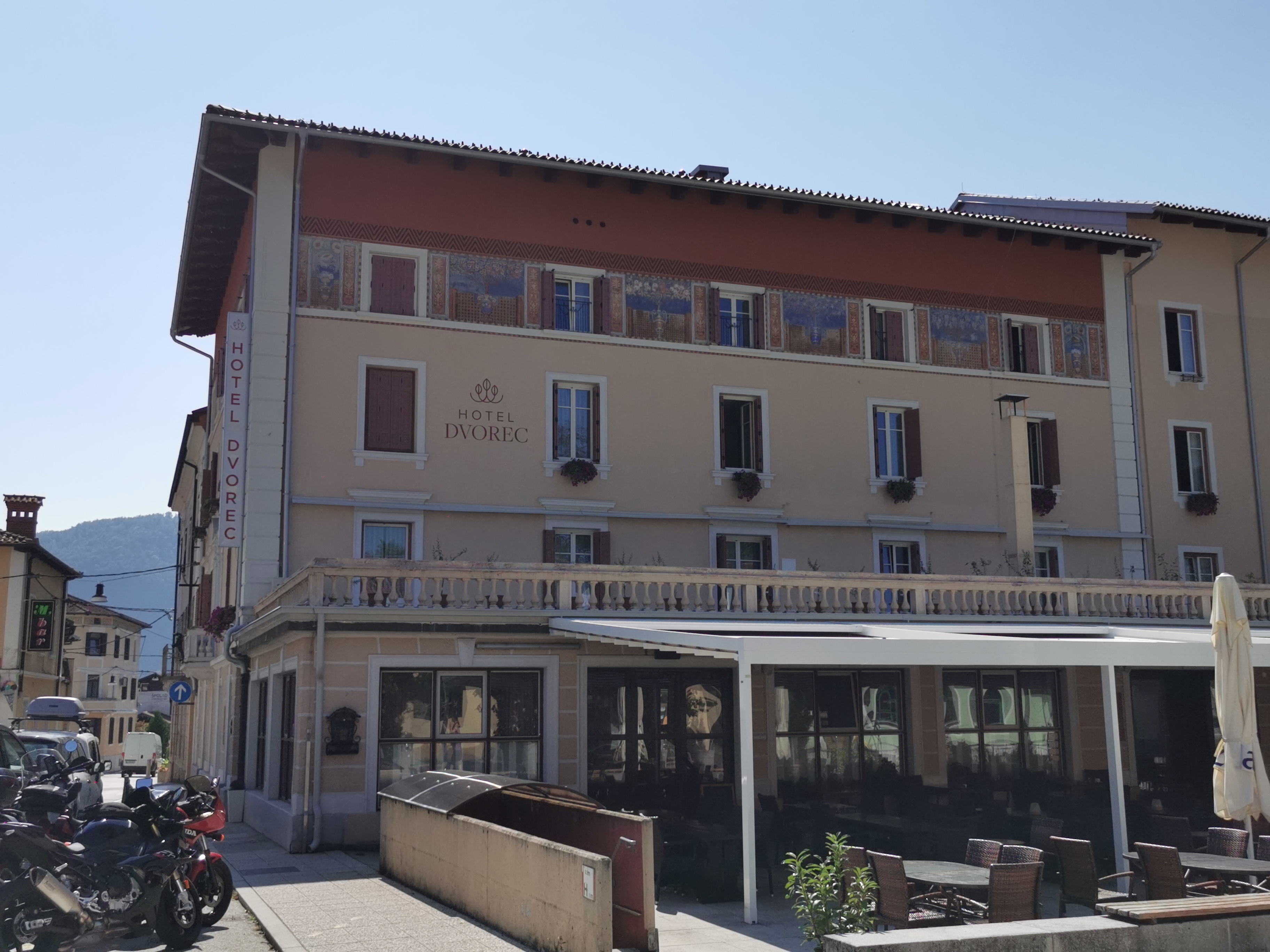
Готель
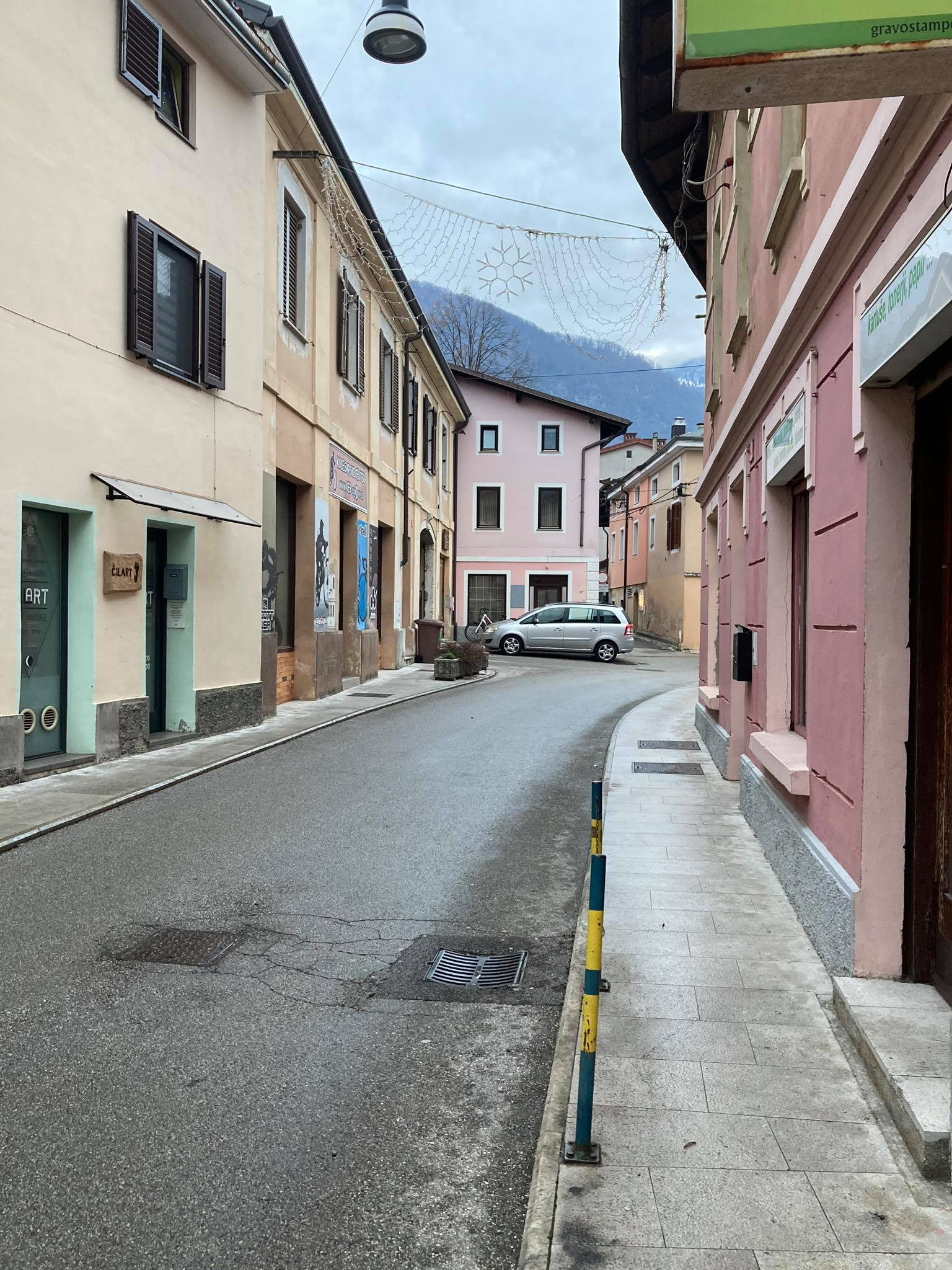
Міська вулиця
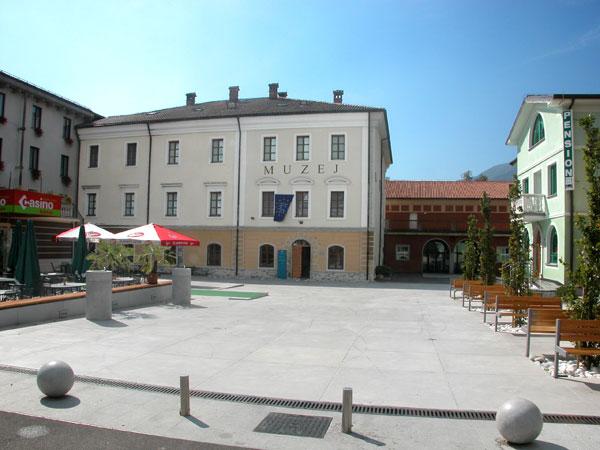
Міський музей
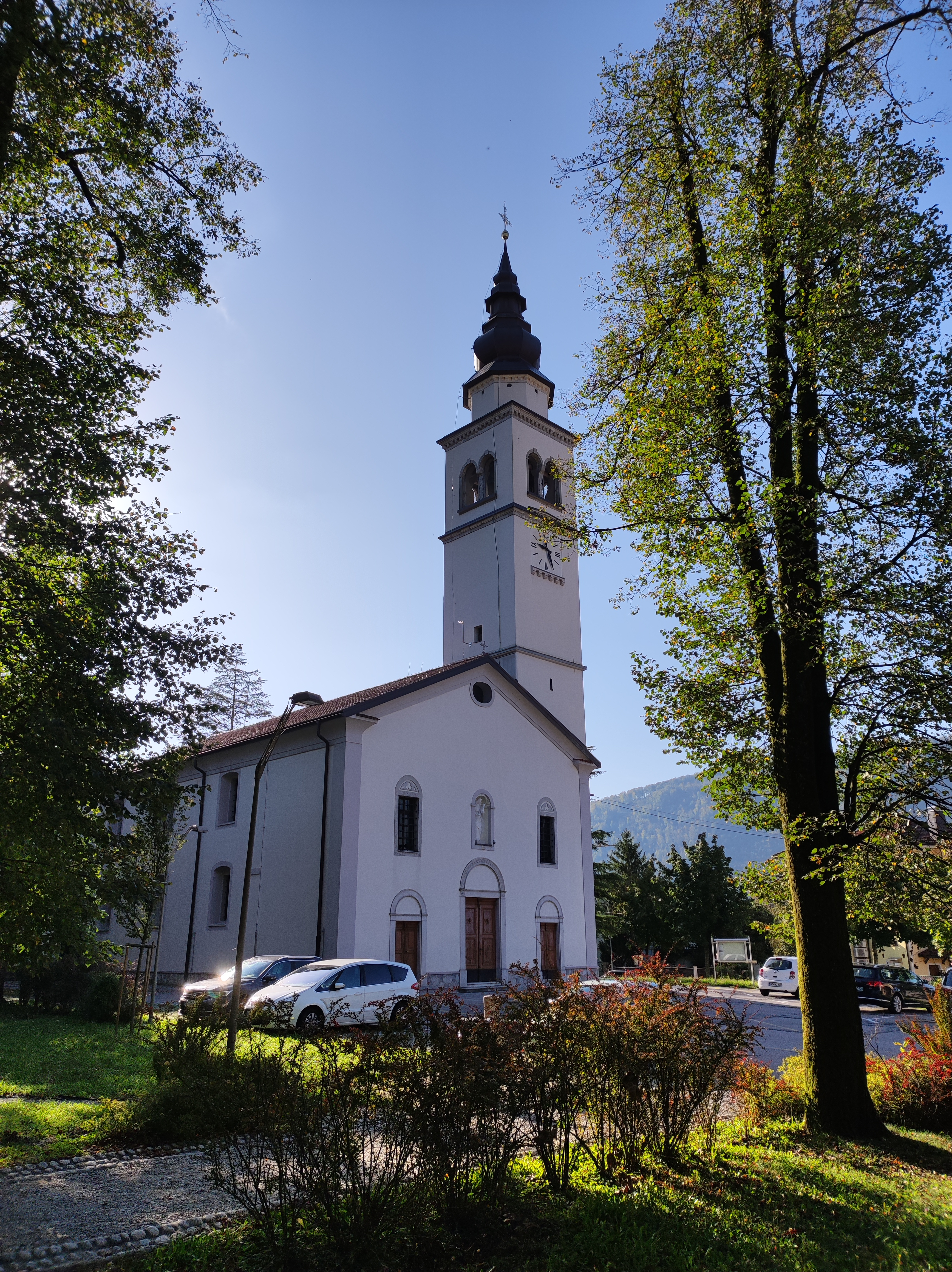
Церква Святої Марії
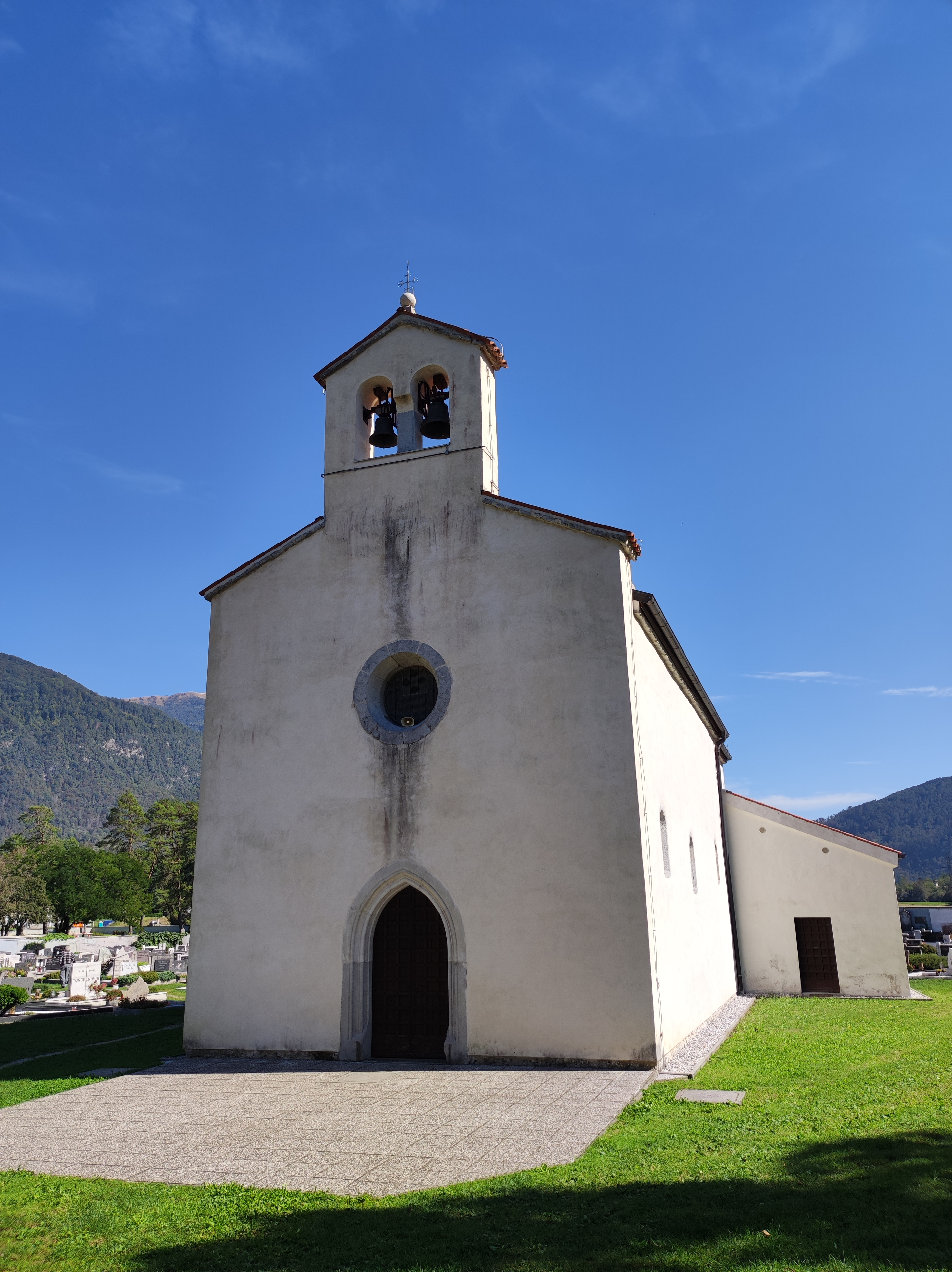
Церква Св. Ульріха